# 上谷排水
上谷排水（うわやはいすい）は、埼玉県越谷市を流れる排水路である。

## 概要
上谷排水という名称は越谷市内の旧地名である「上谷（うわや）」に由来している。
流域周辺は、上流域では宅地と農地の混在地となっているが、下流域では越谷レイクタウンの造成地となっている。なお、流路の詳細に関しては下記の流路節を参照されたい。

## 流路
- 越谷市川柳町5丁目の北部を東へと流下する。
- 川柳町5丁目（西側）とレイクタウン7丁目（東側）の境界にて北方より流下してくる八条用水の下を伏せ越し、東側へと横断する。
- レイクタウン7丁目・レイクタウン6丁目の南部を東へと流下する。
- レイクタウン6丁目（北側）と草加市柿木町（南側）の境界にて、北より流下してくる千疋幹排へと至り、合流・終点となる。
- 終点：千疋幹排

## 橋梁
- 八条用水の掛樋
- 名称不明（市道）

## 流域周辺の施設
- 越谷市立川柳小学校
- 越谷レイクタウン
- 埼玉県立越谷南高等学校